# Ermanno Artale Ciancio
Ermanno Artale Ciancio SDB (* 20. April 1933 in Neapel; † 17. September 2003) war Bischof von Huánuco. 

## Leben
Ermanno Artale Ciancio trat der Ordensgemeinschaft der Salesianer Don Boscos bei und empfing am 29. November 1958 die Priesterweihe. Papst Johannes Paul II. ernannte ihn am 21. Juni 1994 zum Bischof von Huánuco.
Der Erzbischof von Cuzco, Alcides Mendoza Castro, weihte ihn am 6. August desselben Jahres zum Bischof; Mitkonsekratoren waren José Ramón Gurruchaga Ezama SDB, Bischof von Huaraz, und Héctor Miguel Cabrejos Vidarte OFM, Weihbischof in Lima.